# Cryptosphaeroides hystrix
Cryptosphaeroides hystrix är en skalbaggsart som beskrevs av Renaud Maurice Adrien Paulian 1991. Cryptosphaeroides hystrix ingår i släktet Cryptosphaeroides och familjen Hybosoridae. Inga underarter finns listade i Catalogue of Life.